# Xifeng (Qingyang)
Der Stadtbezirk Xifeng (chinesisch 西峰区, Pinyin Xīfēng Qū) gehört zum Verwaltungsgebiet der bezirksfreien Stadt Qingyang in der chinesischen Provinz Gansu. Er hat eine Fläche von 997,1 km² und zählt 374.800 Einwohner (Stand: Ende 2018). Sein Regierungssitz ist in der Straße Jiulong nanlu (九龙南路).